# Lucius Cornelius Cinna
Lucius Cornelius Cinna (ca. 130 f.Kr. – 84 f.Kr.) var en romersk politiker under den sene Romerske Republik, der blev valgt som konsul fire år i træk fra 87–84 f.Kr.. Han var også Julius Cæsars første svigerfar, eftersom han var far til Cornelia, der giftede sig med Cæsar i 84 f.Kr..
Cinna udmærkede sig i Forbundsfællekrigen og valgtes til konsul for året 87 f.Kr.. Samme år allierede han sig med Gajus Marius i dennes konflikt med Sulla, og han blev således Marius' medkonsul i 86 f.Kr.. Sammen tog de kontrol over Rom og udryddede blodigt Sullas støtter. Cinna forhindrede dog et kæmpe blodbad, da han satte sine tropper ind mod de af Marius' soldater, der gik amok i Roms gader.
Kort efter døde Marius og Cinna stod tilbage som enekonsul. Han besluttede sig for at styrke sin position i Rom og lod Sulla hærge de østlige provinser. Omstændighederne tvang ham dog i 84 f.Kr. til at gå i åben krig med Sulla, men han nåede aldrig i kamp, da hans tropper dræbte ham under et mytteri i Illyricum.